# Los amantes del desierto (película)
Los amantes del desierto  es una coproducción hispano–italiana estrenada en 1957, dirigida por varios directores —Goffredo Alessandrini, Fernando Cerchio, León Klimovsky, Ricardo Muñoz Suay y Gianni Vernuccio— y rodada en Egipto. En Italia se titula Gli amanti del deserto.

## Argumento
Un melodrama amoroso y de aventuras en el que Said, al que todos creen asesinado, vuelve para liderar a su pueblo contra el tirano Ibrahim, y conseguir el amor de Amina.

## Producción
El rodaje tuvo que enfrentarse a muchas dificultades. En El Cairo, el equipo se encontró con el estallido de la guerra del Sinaí, por lo que los miembros del rodaje tuvieron que escapar de ahí. Carmen Sevilla tuvo que atravesar por carretera todo el país, ya que no había vuelos autorizados. Hubo hasta cuatro productores distintos y múltiples tensiones entre los encargados de la película. Mariano Ozores, uno de los siete guionistas de la película, comentó al respecto: «Un día, ocho de la mañana, me llamó Miguel Tudela (el jefe de producción) para pedirme que me presentase urgentemente en los estudios CEA porque se necesitaba mi presencia como guionista de la casa. Me envió un coche, llegué al estudio y me encontré el siguiente panorama: un enorme y costosísimo decorado de un palacio árabe, las luces apagadas, varios actores vestidos y maquillados sentados por allí y la secretaria de rodaje Carmen Pageo sentada ante una máquina de escribir. Tudela se me acerca y me dice. "Mariano, necesitamos que este personaje –y me señaló al actor José Guardiola, que interpretaba a Kamal, el malvado de la historia– se acerque a esa ventana, saque de esa jaula a ese halcón, mire por la ventana aviesamente, arroje el halcón al aire, se vuelva y sonría a la cámara con maldad.’ (…) Dije: "Bueno, pues que lo haga." Miguel me contestó: "Es que lo tienes que escribir tú". Sin salir todavía de mi estupor me acerqué a Carmen y le dicté: "Kamal se acerca a la ventana, sonríe aviesamente, saca de su jaula el halcón y lo arroja al aire. Luego mira a la cámara satisfecho". Tudela casi no me deja acabar. Arrancó el folio del carro de la Olivetti y gritó: "¡A rodar!". (…) Me enteré luego de que las tensiones entre el director y la productora eran tales que Alessandrini dijo que él no rodaría nada que no estuviese en el guion.»

## Versión "apócrifa" de esta película
Dos décadas después de la realización de esta cinta, en 1978 se estrenó una versión doblada de la misma titulada El asalto al Castillo de la Moncloa, la cual fue dirigida por Francisco Lara Polop, pero fue realizada en forma completamente distinta al original y, además, en clave humorística y satírica, ya que consistió en una narración basada en chistes y comentarios jocosos e irónicos acerca de la situación sociopolítica de la España de la época.
Debido a ello Carmen Sevilla, quien protagonizó la película original, quedó muy disgustada con esta nueva cinta e introdujo una querella judicial contra su director por daños y perjuicios a su imagen.